# Black Part Love
Black Part Love is de eerste ep van de Belgische zangeres Selah Sue en werd op 16 januari 2009 uitgebracht.

## Tracklist
| Nr. | Titel           | Duur |
| --- | --------------- | ---- |
| 1.  | Black Part Love | 4:01 |
| 2.  | Fyah Fyah       | 3:35 |
| 3.  | Raggamuffin     | 3:19 |
| 4.  | Explanations    | 2:27 |
| 5.  | Mommy           | 3:33 |
| 6.  | Break           | 3:15 |